# Elyes Fakhfakh

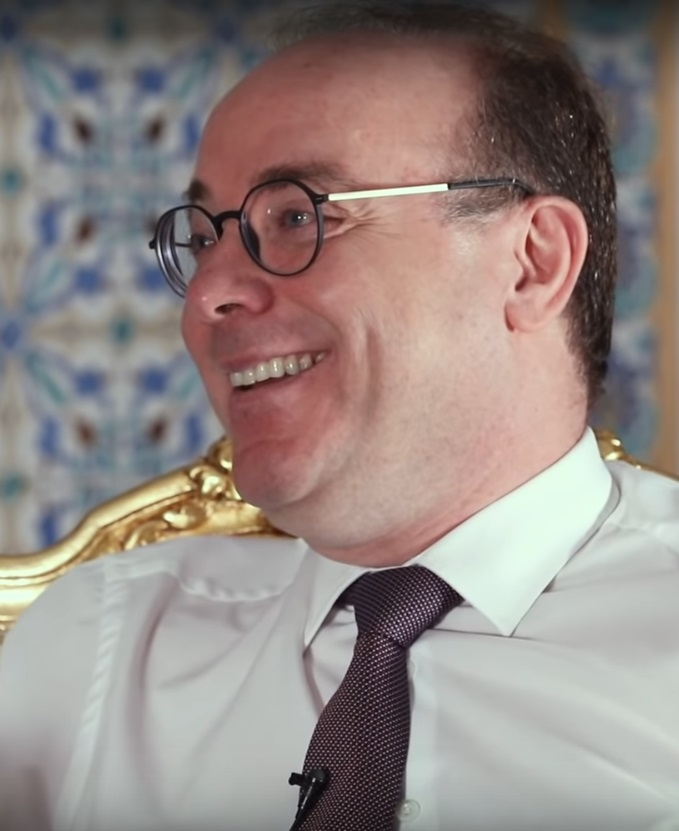
Elyes Fakhfakh (2020)

Elyes Fakhfakh (arabisch إلياس الفخفاخ, DMG Ilyās al-Faḫfāḫ; geboren 1972 in Tunis) ist ein tunesischer Politiker. Vom 27. Februar bis 1. September 2020 amtierte er als Tunesiens Regierungschef. Am 15. Juli 2020 reichte er nach Vorwürfen eines Interessenkonflikts bei einer Auftragsvergabe seinen Rücktritt ein.
Zuvor war er Minister in den kurzlebigen ersten beiden Regierungen, die nach der Wahl einer verfassungsgebenden Versammlung infolge der tunesischen Revolution 2011 gebildet wurden. Er ist Mitglied der sozialdemokratischen Partei Ettakatol.

## Leben und beruflicher Werdegang
Elyes Fakhfakh wurde 1972 in Tunis geboren. Er studierte Maschinenbau an der École nationale d’ingénieurs in Sfax und erwarb dort sein Ingenieur-Diplom. Daran schloss er einen Master-Studiengang im selben Fach am Institut national des sciences appliquées de Lyon an, einer französischen Grande École. In Frankreich erwarb er einen weiteren Master-Abschluss in Betriebswirtschaftslehre an der Universität Évry-Val d’Essonne im Pariser Umland.
1999 nahm er im Alter von 27 Jahren seine Berufstätigkeit als Ingenieur beim zum Total-Konzern gehörenden Elastomer-Produzenten Hutchinson auf. Nach verschiedenen Positionen in dem global tätigen Unternehmen wurde er 2004 Betriebsleiter eines neuen Werks in Polen. 2006 kehrte er nach Tunesien zurück und trat in die Geschäftsführung des Automobilzulieferers Cotrel ein.
Nach seiner zwischenzeitlichen Tätigkeit als Minister (2011–2014) kehrte Fakhfakh zunächst ins Geschäftsleben zurück. Er gründete ein Unternehmen, das sich mit der Beratung zur und Finanzierung von Infrastruktur und Wertstoffgewinnung in der Abfallwirtschaft beschäftigt. Indirekt war er damit an einem Unternehmen beteiligt, das in zeitlicher Nähe zu seinem Regierungsantritt eine staatliche Ausschreibung gewann. Im Juni 2020 wurden deshalb Vorwürfe eines Interessenkonflikts laut, die zu Rücktrittsforderungen gegen den Regierungschef führten. Fakhfakh kündigte erst nach Aufkommen der Vorwürfe an, den betreffenden Aktienbesitz, den er nach eigenen Angaben mit seinem übrigen Vermögen bei Amtsantritt gegenüber der staatlichen Anti-Korruptions-Kommission deklariert hatte, zu veräußern.
Fakhfakh ist verheiratet und Vater eines Sohnes.

## Politische Laufbahn
Nach der tunesischen Revolution 2011 trat Fakhfakh in die Partei Ettakatol – Demokratisches Forum für Arbeit und Freiheit ein. Im Anschluss an die Wahl zur Verfassunggebenden Versammlung, bei der Ettakol mit 20 Mandaten viertstärkste Kraft wurde, ging die Partei mit den beiden stärksten Blöcken eine Koalition ein. Diese Verbindung der drei politisch weit auseinanderliegenden Partner, darunter die islamistische Ennahda als größter Fraktion, erhielt in Tunesien den Rufnamen Troika und wird in der politischen Öffentlichkeit des Landes gerade gegenüber den beteiligten säkularen Parteien nachhaltig kontrovers beurteilt. Fakhfakh wurde als Tourismus-Minister in die Regierung Jebali berufen, die am 24. Dezember 2011 ihre Arbeit aufnahm. Am 12. Dezember 2012 übernahm er zunächst zusätzlich das Finanzministerium, das er ab dem 14. März 2013 ausschließlich führte und bis zum Ende der Regierung Larayedh am 29. Januar 2014 behielt.
Bei den Parlamentswahlen 2014 wurde Ettakatol für die Unbeliebtheit der Troika-Regierung abgestraft und gewann keinen einzigen Sitz in der durch die neue Verfassung etablierten Versammlung der Volksvertreter (ARP: französisch Assemblée des représentants du peuple). Fakhfakh hatte daraufhin kein öffentliches Amt mehr. Bei der Wahl 2019 kam die Partei nur noch auf 0,26 % der Stimmen.
Nur unwesentlich besser schnitt Fakhfakh persönlich beim kurz zuvor abgehaltenen ersten Wahlgang der Präsidentschaftswahl 2019 ab: Mit 0,34 % der Stimmen belegte er den 16. Platz. Dennoch nominierte ihn Staatspräsident Kais Saied am 20. Januar 2020 als Kandidaten für das Amt des Regierungschefs, nachdem der von der Ennahda als größter Fraktion im Parlament nominierte Habib Jemli an der Regierungsbildung gescheitert war. Fakhfakh, der seine Parteiämter umgehend niederlegte, schaffte es in einem zweiten Anlauf, dem zersplitterten Parlament eine Kabinettsliste vorzulegen, die am 27. Februar 2020 die Vertrauensabstimmung gewann.
Die Regierung besteht aus 32 Mitgliedern, von denen sechs von Ennahda (islamistisch, 54 von 217 Parlamentssitze), drei von Attayar – Demokratische Strömung (sozialdemokratisch, 22 Sitze), zwei von al-Chaâb – Volksbewegung (linksnational, 15 Sitze), zwei von Tahya Tounes – „Es lebe Tunesien“ (liberal/zentristisch, die vom vorigen Regierungschef Youssef Chahed neu gegründete Partei, 14 Sitze), einer von der Tunesischen Alternative (zentristisch, drei Sitze) und einer von Nidaa Tounes – „Ruf Tunesiens“ (liberal/zentristisch, die Partei des nachrevolutionären Präsidenten Beji Caid Essebsi, drei Sitze) stammen und 17 nominell unabhängig sind, überwiegend Technokraten.

## Fakhfakh Gate: Vorwurf des Interessenkonflikts und Rücktritt
Der Blogger und unabhängige Abgeordnete Yassine Ayari machte Mitte Juni darauf aufmerksam, dass ein Unternehmen, an dem Fakhfakh Anteile halte und dessen Geschäfte er führe, bei einer staatlichen Ausschreibung zur Abfallbewirtschaftung zum Zug gekommen war. Das stelle einen Interessenkonflikt zwischen seinem Amt als Regierungschef und seiner wirtschaftlichen Tätigkeit dar. Nach mehrtägigem Zögern erklärte Fakhfakh, dass er die entsprechenden Aktien veräußern werde. Zugleich wies er den Vorwurf des Interessenkonflikts zurück. Er sei an dem Unternehmen, das die Ausschreibung gewann, nur indirekt beteiligt über Aktienbesitz an einer Gesellschaft, die ihrerseits Anteile an dem fraglichen Unternehmen halte; auf die Geschäftsführung dort habe er nie direkten Einfluss gehabt. Diese Darstellung wurde später auch in einem Kommuniqué der betroffenen Unternehmensgruppe vertreten. Das Unternehmen dokumentierte darin weiterhin den Zeitablauf der Ausschreibung, womit man zeigen wollte, dass die inhaltliche Entscheidung zur Vergabe ergangen sei, bevor Fakhfakh mit der Regierungsbildung beauftragt worden sei; nur die administrativen Abläufe haben sich demnach bis in seine Amtszeit hingezogen. In der tunesischen Öffentlichkeit sprach man jedoch längst von „Fakhfakh Gate“.
Am 12. Juli 2020 sprach sich die Choura (die höchste Parteiversammlung) der islamistischen Ennahda, der stärksten die Regierung tragenden Partei, für Gespräche zur Bildung einer neuen Regierung aus, was als Aufruf zum Sturz Fakhfakhs gewertet wurde. Im Parlament erhielt ein Antrag auf ein Misstrauensvotum gegen Fakhfakh binnen kürzester Zeit genug Unterstützung, um ihn am 15. Juli 2020 formell einzubringen. Staatspräsident Kais Saied, der ihm zwei Tage zuvor noch den Rücken gestärkt hatte, indem er Verhandlungen über eine Regierungsneubildung ausschloss, solange die bestehende Regierung im Amt sei, forderte ihn Medienberichten zufolge nun zum Rücktritt auf. Diesen reichte Fakhfakh am Nachmittag des 15. Juli 2020 ein. Er blieb bis zur Bildung einer neuen Regierung unter dem bisherigen Innenminister Hichem Mechichi am 1. September 2020 im Amt.